# 芒特烏拉鎮區 (北卡羅萊納州羅恩縣)
芒特烏拉鎮區（英語：Mount Ulla Township）是位於美國北卡羅萊納州羅恩縣的一個鎮區。

## 地方資料
芒特烏拉鎮區的面積為73.81平方千米，皆為陸地。根據2020年美國人口普查的數據，當地共有人口2063人，而人口密度為每平方千米27.95人。